# Lazarica

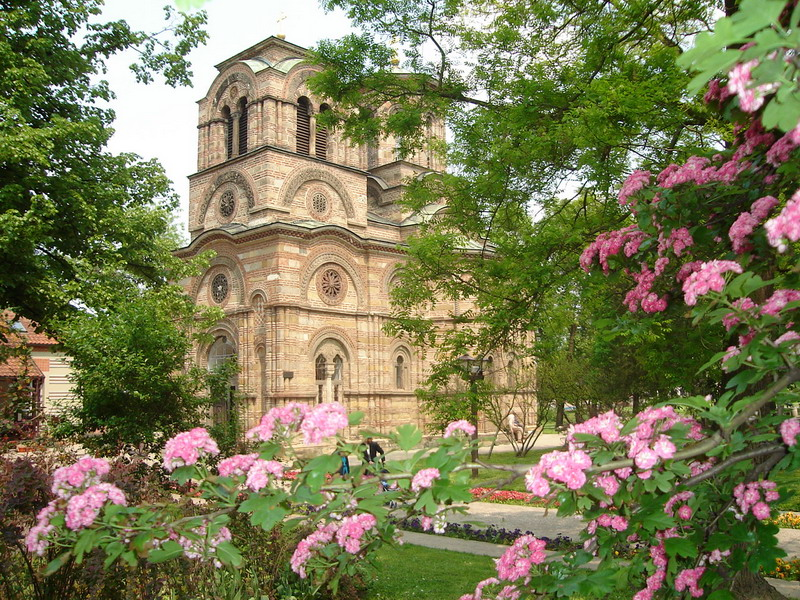
Lazarica – Hofkirche Fürst Lazars in Kruševac

Die Hofkapelle Fürst Lazars, genannt Lazarica, in Kruševac (Serbien) ist ein Bauwerk der Morava-Schule. Um 1377 erbaut ist das Gebäude eines der frühesten Werke und stilbildend für die einkuppeligen Bauwerke im Morava-Stil. Als Vorgängerbau gilt die von Zar Stefan Uroš IV. Dušan um 1350 erbaut Nikolauskirche im Erzengelkloster bei Prizren. Die Kirche ist durch ihre farbige Fassade und den reichen Bauschmuck gekennzeichnet. Von den Fresken im Inneren hat sich nichts erhalten. Die dem Heiligen Erstmärtyrer Stephanus geweihte Kirche, gehört zur Eparchie Kruševac der serbisch-orthodoxen Kirche.